# S/2010 J 2
S/2010 J 2, o Giove LII, è un satellite naturale irregolare del pianeta Giove.

## Scoperta
Il satellite è stato scoperto nel 2010 da Christian Veillet. Al momento della scoperta gli fu attribuita la designazione provvisoria S/2010 J 2.

## Denominazione
In attesa della promulgazione della denominazione definitiva da parte dell'Unione Astronomica Internazionale, dal marzo 2015 il satellite è noto mediante la  designazione numerale definitiva Giove LII.

## Parametri orbitali
Il satellite è caratterizzato da un movimento retrogrado ed appartiene al gruppo di Ananke, costituito dai satelliti naturali di Giove irregolari caratterizzati da un moto retrogrado attorno al pianeta, da semiassi maggiori compresi fra i 19,3 e 22,7 milioni di km e da inclinazioni orbitali prossime ai 150° rispetto all'eclittica.
S/2010 J 2 ha un diametro di circa 1 km e orbita con moto retrogrado attorno a Giove in 588,1 giorni, a una distanza media di 23,9 milioni di km, con un'inclinazione di 150,4° rispetto all'eclittica e un'eccentricità orbitale di 0,307.
Il suo diametro di circa 1 km, lo rende il più piccolo satellite naturale del sistema solare scoperto dalla Terra, e assieme a S/2021 J 4 il più piccolo satellite di Giove conosciuto alla fine del 2022.